# Blumea laevis
Blumea laevis là một loài thực vật có hoa trong họ Cúc. Loài này được (Lour.) Merr. mô tả khoa học đầu tiên năm 1935.